# Giải quần vợt Việt Nam Mở rộng 2016
Giải quần vợt Việt Nam Mở rộng 2016 là một giải đấu quần vợt chuyên nghiệp diễn ra trên sân cứng. Đây là giải lần thứ hai, nằm trong hệ thống ATP Challenger Tour 2016. Giải diễn ra tại Thành phố Hồ Chí Minh, Việt Nam từ 10 đến 16 tháng 10 năm 2016.

## Các suất dự giải đơn

### Hạt giống
| Quốc gia | Vận động viên     | Hạng1 | Hạt giống |
| -------- | ----------------- | ----- | --------- |
| TUN      | Malek Jaziri      | 50    | 1         |
| ISR      | Dudi Sela         | 69    | 2         |
| JPN      | Daniel Taro       | 91    | 3         |
| AUS      | Jordan Thompson   | 97    | 4         |
| UKR      | Sergiy Stakhovsky | 119   | 5         |
| JPN      | Soeda Go          | 131   | 6         |
| SUI      | Henri Laaksonen   | 139   | 7         |
| JPN      | Ito Tatsuma       | 145   | 8         |

- 1 Thứ hạng thế giới, ngày 3 tháng 10 năm 2016.

### Các suất khác
Những vận động viên sau đây được đặc cách vào thẳng giải đơn:
- Lý Hoàng Nam
- Christopher Rungkat
- Maxime Tabatruong
- Nguyễn Hoàng Thiên

Những vận động viên sau đây đã vượt qua vòng loại giải đơn:
- Vijay Sundar Prashanth
- Laurent Rochette
- Sekiguchi Shuichi
- Sanam Singh

## Nhà vô địch

### Giải đơn
- Jordan Thompson def.  Go Soeda, 5–7, 7–5, 6–1.

### Giải đôi
- Sanchai Ratiwatana /  Sonchat Ratiwatana def.  Jeevan Nedunchezhiyan /  Ramkumar Ramanathan, 7–5, 6–4.